# ضرورة تجارية
ضرورة تجارية مصطلح قانوني يشير إلى الغرض التجاري الشرعي الذي يبرر قرار التوظيف كقرار فعال وضروري لتحقيق أهداف المؤسسة بشكل مثالي وضمان أن العمليات تسير بأمان وكفاءة. يتم تقديم هذا غالبا كدفاع عن قرار التوظيف الذي يتساءل عنه بسبب تبين أنه يسبب تأثيرا متفاوتا.
في قضية غريغز ضد شركة ديوك باور (1971) أكدت المحكمة العليا في الولايات المتحدة أن الممارسة التوظيفية التي ليست "تمييزية في ظاهرها" ولكن لها "تأثير متفاوت" في تنفيذها غير قانونية بموجب قانون الحقوق المدنية لعام 1964 (العنوان السابع) ما لم يتمكن صاحب العمل من إظهار أن الممارسة هي "ضرورة تجارية". في الواقع لا يظهر مصطلح "ضرورة تجارية" في القانون لعام 1964 ولكن تصريح ترميز المذهب يُذكر أنه أحد أغراض قانون حقوق المدن لعام 1991: